# 6224 El Goresy
6224 El Goresy eller 1981 EK8 är en asteroid i huvudbältet som upptäcktes den 1 mars 1981 av den amerikanska astronomen Schelte J. Bus vid Siding Spring-observatoriet. Den är uppkallad efter egyptiern Ahmed El Goresy.
Asteroiden har en diameter på ungefär 3 kilometer.